# Tadeusz Kalicki
Tadeusz Kalicki (ur. 20 maja 1934, zm. 4 lipca 2019) – polski kapitan żeglugi wielkiej.

## Życiorys
Ukończył Technikum Morsko-Nawigacyjne oraz Państwową Wyższą Szkołę Morską w Gdyni. W 1971 uzyskał dyplom kapitana i rozpoczął pracę w Polskich Liniach Oceanicznych. Był dowódcą statku szkolnego MS Antoni Garnuszewski, który 20 listopada 1977 rozpoczął swoją pierwszą pięciomiesięczną podróż arktyczną do Stacji Polskiej Akademii Nauk im. Henryka Arctowskiego na Wyspie Króla Jerzego. Wynikiem wyprawy i poprzedzających ją przygotowań było opublikowane nakładem Wyższej Szkoły Morskiej opracowanie kpt. Tadeusza Kalickiego poświęcone analizie całokształtu problemów nawigacyjnych i eksploatacyjnych podczas tej podróży, które wraz z zebranymi przez resztę pracowników i studentów Wyższej Szkoły Morskiej informacji i doświadczeń przyczyniły się do rozwoju polskich badań naukowych rejonów Antarktyki.
Kpt. Kalicki był także między innymi komendantem statku szkolnego MS Edward Dembowski, wicedyrektorem Liceum Morskiego w Gdyni oraz kapitanem statku szkolnego MS Jan Matejko (za współpracę nawiązaną w tym okresie ze Szkołą Podstawową nr 4 im. Jana Matejki w Bolesławcu został wyróżniony Orderem Uśmiechu). Przez dwa lata z ramienia Polskich Linii Oceanicznych pełnił nadzór kontrolując w szczegółach procesy produkcyjne, jakość wykonywanych robót i ich zgodność z projektem konstrukcyjnym w stoczni Astilleros Españoles – Factoría de Puerto Real w Kadyksie, gdzie budowano między innymi rorowiec MS Wrocław, którego został następnie kapitanem. Następnie piastował funkcję Głównego Nawigatora Polskich Linii Oceanicznych. W 1990 odbył ostatni rejs kapitański na pokładzie MS Lublin II i przeszedł z Polskich Linii Oceanicznych do firmy Inter Marine Sp. z o.o., w której utworzył Dział Agencji Portowej, a następnie pełnił funkcje członka Zarządu firmy oraz przewodniczącego jej Rady Nadzorczej.
Jego syn Sławomir T. Kalicki jest konsulem honorowym Republiki Malty.
Zmarł 4 lipca 2019 i został pochowany na cmentarzu w Gdyni-Orłowie.